# Maracaçumé
Maracaçumé is een gemeente in de Braziliaanse deelstaat Maranhão. De gemeente telt 18.414 inwoners (schatting 2009).